# Armancourt (Somme)
Armancourt é uma comuna francesa na região administrativa de Altos da França, no departamento de Somme. Estende-se por uma área de 2,16 km². Em 2010 a comuna tinha 32 habitantes (densidade: 14,8 hab./km²).